# 289P/Blanpain
289P/Blanpain, cunoscută anterior ca D/1819 W1 (Blanpain), este o cometă cu perioadă scurtă, care a fost descoperită de astronomul francez Jean-Jacques Blanpain la 28 noiembrie 1819, la observatorul astronomic din Marsilia.

## Orbita
Semiaxa majoră a cometei este de 3,048 UA, periheliul la 0,961 UA, afeliul la 5,135 UA; cometa are perioada orbitală de 5,32 ani, înclinarea orbitală față de ecliptică este de 5,900°, iar excentricitatea este de 0,68468.
Următoarele treceri la periheliu sunt prevăzute la 28 august 2014, iar apoi la 20 decembrie 2019.
Cometa se află pe o orbită care are o mică „Distanță Minimă de Intersecție cu o Orbită”, prescurtat: DMIO (în engleză; Minimum orbit intersection distance, precurtat: MOID), cu planeta Jupiter, ceea ce conduce la întâlniri relativ strânse cu această planetă și, în consecință, i se schimbă orbita la fiecare întâlnire, apropiindu-se sau îndepărtându-se de Soare, la periheliu. 289P/Blanpain are o DMIO cu Pământul ceva mai mult de 2.200.000 km. Cometa se va afla cel mai aproape de Pământ la întâlnirea din decembrie 2035.

## Descoperirea și redescoperirea
Descoperirea cometei, care a avut loc 28 noiembrie 1819, a fost facilitată de o trecere aproape de Pământ, după care a fost pierdută pentru cel puțin 34 de treceri la periheliu, timp de 183 de ani, până la redescoperirea întâmplătoare la 22 noiembrie 2003, care a avut loc cu puțin timp înainte de o altă trecere în apropiere de planeta noastră (cometa ajunsese după 12 decembrie 2003 la un pic peste 3.700.000 de kilometri distanță de Terra); la momentul anunțului oficial al descoperirii sale, erau cunoscute deja imagini din 25 octombrie 2003. Cometa a fost reobservată în 2013,  fapt ce a permis numerotarea definitivă a cometei.